# Eccellenza (piłka nożna kobiet)
Eccellenza – czwarta w hierarchii klasa żeńskich ligowych rozgrywek piłkarskich we Włoszech. Stanowi pośredni szczebel rozgrywkowy pomiędzy Serie C, a Promozione, będąc jednocześnie pierwszym szczeblem regionalnym (IV poziom ligowy). Zmagania w jej ramach toczą się cyklicznie (co sezon) systemem kołowym i przeznaczone są dla włoskich klubów piłkarskich, podzielonych na grupy według położenia geograficznego. Czołowe drużyny Eccellenza uzyskują awans do Serie C, zaś najsłabsze zespoły relegowane są do ligi regionalnej Promozione. Od 1978 zarządzana przez FFIGC, a obecnie przez Lega Nazionale Dilettanti (LND).

## Historia
Pierwszy sezon trzeciej ligi (zwanej wtedy Serie C) reprezentujący poziom regionalny rozegrano w 1978 roku i organizowany przez FFIUGC. W następnym sezonie (1979) to Lombardia, biorąc pod uwagę stały wzrost rekrutacji drużyn składających się głównie z dziewcząt poniżej 18 roku życia, zaproponowała wprowadzenie nowej kategorii (Esordienti), która później została przekształcona w mistrzostwa Promozione (1981), a następnie od początku sezonu 1983 otrzymała ostateczną nazwę Serie D. W latach 2002–2013 czwarty poziom nosił nazwę Serie C (drugą w hierarchii ligowej była Serie A2), a trzeci poziom nazywał się Serie B. 19 lipca 2018 trzeci poziom regionalny awansował na szczebel centralny, a czwarty poziom zmienił nazwę z Serie D na Eccellenza i stanowił najwyższy poziom rozgrywek regionalnych. Zwycięzcy z grup regionalnych rozgrywają baraże play-off o awans do Serie C. Zespoły z ostatnich miejsc spadają do Promozione.
Rozgrywki organizowano w grupach regionalnych:
- Piemont – Dolina Aosty – Liguria
- Lombardia
- Wenecja Euganejska – Friuli-Wenecja Julijska
- Trydent-Górna Adyga
- Emilia-Romania
- Toskania
- Lacjum
- Abruzja – Molise
- Basilicata
- Marche
- Kalabria
- Sycylia